# Гюрджюстан (газета)
Гюрджюста́н (азерб. Gürcüstan — «Грузия») — еженедельная общественно-политическая газета на азербайджанском языке, издающаяся в Грузии. Газета освещает общественно-политические события, происходящие в Грузии и за её пределами. Большое внимание уделяется вопросам сельского хозяйства.

## История

### Период СССР
Газета основана была основана в 1921 году и первоначально носила название «Коммунист». Первый номер газеты вышел в марте 1921 года. Выпустив под этим названием 19 номеров, в августе 1921 года по причине нехватки кадров и отсутствия полиграфической базы газета приостановила издание.
В январе 1922 года была переименована в «Jeni fikir» («Новая мысль») и возобновила издание. Тиражи газеты продавались кроме Грузии, в Азербайджане и Армении, Средней Азии, Турции, Иране.
С 15 июня 1927 года по 1939 год называлась «Jeni kәnd» («Новое село»).
С января 1938 года до начала 1990-х носила название «Совет Ҝүрҹүстаны» («Советская Грузия»).
С 15  ноября 1990 года, после распада СССР, была переименована в «Gürcüstan».
В 1923 году в газету постоянно писали 232 корреспондента. С газетой сотрудничали известные профессионалы, писатели такие, как Нариман Нариманов, Азиз Шариф, Омар Фаик Неманзаде, Алекпер Сейфи, Салех Зеки, Гусейн Семих, в разное время газету редактировали такие общественно-политические деятели как Гасан Сабри, Боюкага Талыблы, Рзакулу Наджафов, Ибрагим Тагиев, Темур Гусейнов, Мечид Сеидов, Муртуз Мурадов, Гули Гулиев, Теймураз Джафарли.
С 1945 по 1960 год выпуск газеты был приостановлен.
В 1972 и 1983 году в честь 50-летнего и 60-летнего юбилея сотрудники газеты были удостоены правительственных наград.
В 1970-е годы газета выходила 3 раза в неделю тиражом 35 тыс. экземпляров. В настоящее время тираж составляет около 2 тыс. экземпляров.
В разное время на страницах газеты выступали известные мастера слова, учёные, поэты, писатели, публицисты.
С 1972 по 2014 год главным редактором газеты являлся Сулейман Сулейманов.

### С 1990 года
Газетой освещались события 20 января 1990 года в Баку, в том числе были опубликованы фотографии, снятые фотографом газеты Шахвеледом Эйвазовым.
В период нахождения Гейдара Алиева в Нахичевани газетой было опубликовано с ним интервью.
В 2011 году газета отметила 90-летие.

## Современное положение
Газета существует в организационно-правовой форме общества с ограниченно ответственностью. 51 % акций общества принадлежит правительству Грузии. Редакция газеты расположена в Тбилиси.
Газета издаётся на азербайджанском языке. Штат газеты составляет 15 человек.
На март 2021 года газета выходит 1 раз в неделю, в пятницу.
За последние годы тираж вырос с 2 000 до 2960 экземпляров.

## Главные редакторы
- Сулейман Сулейманов (1972 — 26 июня 2014)
- Ислам Алиев (2015 — 23 декабря 2019)
- Халаддин Йолчуев (с 2020)

## Награды
- Орден «Знак Почёта» (1972)